# 京都府道・滋賀県道783号宇治田原大石東線
京都府道・滋賀県道783号宇治田原大石東線（きょうとふどう・しがけんどう783ごう うじたわらおおいしひがしせん）は、京都府綴喜郡宇治田原町から滋賀県大津市に至る一般府県道である。

## 概要
京都府綴喜郡宇治田原町大字岩山から滋賀県大津市大石東6丁目に至る。

### 路線データ
- 起点：京都府綴喜郡宇治田原町大字岩山（岩山交差点、国道307号交点）
- 終点：滋賀県大津市大石東6丁目（大石東六丁目交差点、滋賀県道29号瀬田大石東線交点）
- 総延長：6.0 km

## 歴史
古くは宇治田原越と呼ばれ、府県境付近を除いて昔からの道をほぼ踏襲している。宇治田原越が初めに利用された記録が残ることは続日本紀の764年（天平宝字8年）9月に藤原仲麻呂の乱で孝謙上皇が「田原道」を通過したことである。禅定寺と大石小田原の間は複数の峠が使われた。
1920年（大正9年）には京都府では府道宇治大津線の一部、滋賀県では県道宇治道とされている。
1958年（昭和33年）7月26日に滋賀県が一般県道107号宇治田原大石東線を認定、1959年（昭和34年）12月18日に京都府が一般府道93号宇治田原大石東線を認定。1964年（昭和39年）に信楽川をまたぐ宮前橋が完成で、これは終点付近にある鹿跳橋と同時期に竣工したものである。1965年（昭和40年） - 1969年（昭和44年）にかけて禅定寺峠 - 大石東町間が改修され拡幅・舗装が完了した。
1994年（平成6年）4月1日から2009年（平成21年）3月31日までは京都府道783号および滋賀県道782号であったが、滋賀県が番号を京都府側に合わせ変更し、統一された。

## 路線状況
京都市内の混雑を避けるために利用する道として利用され、大型トラックなどが数多く行きかう路線である。帝産バスや京阪宇治バスの路線だった時期もある。
京都府綴喜郡宇治田原町大字岩山の国道307号交点を起点とし、禅定寺地内を禅定寺川沿いに進んで峠を越え、京都府・滋賀県境に至る。滋賀県大津市に入ると大津市最南端の集落である大石小田原町に向かう。大石小田原町からは大石龍門町から大石市民センター前を経て、宮前橋で信楽橋を渡り、終点は滋賀県道29号瀬田大石東線鹿跳橋付近となる。
京都府綴喜郡宇治田原町で建設中の新名神高速道路と交差し、接続する新名神大津スマートインターチェンジ（仮称）が設けられる予定である。アクセス道路として拡幅改良が行われている。
府県境付近で京滋バイパス南郷インターチェンジに直結する大津市道幹2028号線と交差する。これは新名神高速道路を跨ぎ、宇治田原町の都市計画道路宇治田原山手北線と接続して宇治田原町内の工業団地に至る計画である(交差点より南側は2025年現在未完)。

### 道路施設

#### 橋梁
- 京都府
  - 深藪橋（禅定寺川、綴喜郡宇治田原町）
  - 瀬間谷橋（禅定寺川、綴喜郡宇治田原町）
  - 瀬羅谷橋（瀬羅谷川、綴喜郡宇治田原町）
  - 建藤橋（城山川、綴喜郡宇治田原町）
  - 禅定寺橋（湯屋谷川、綴喜郡宇治田原町）
- 滋賀県
  - 大石橋（大石川、大津市）
  - 宮前橋（信楽川、大津市）

## 地理

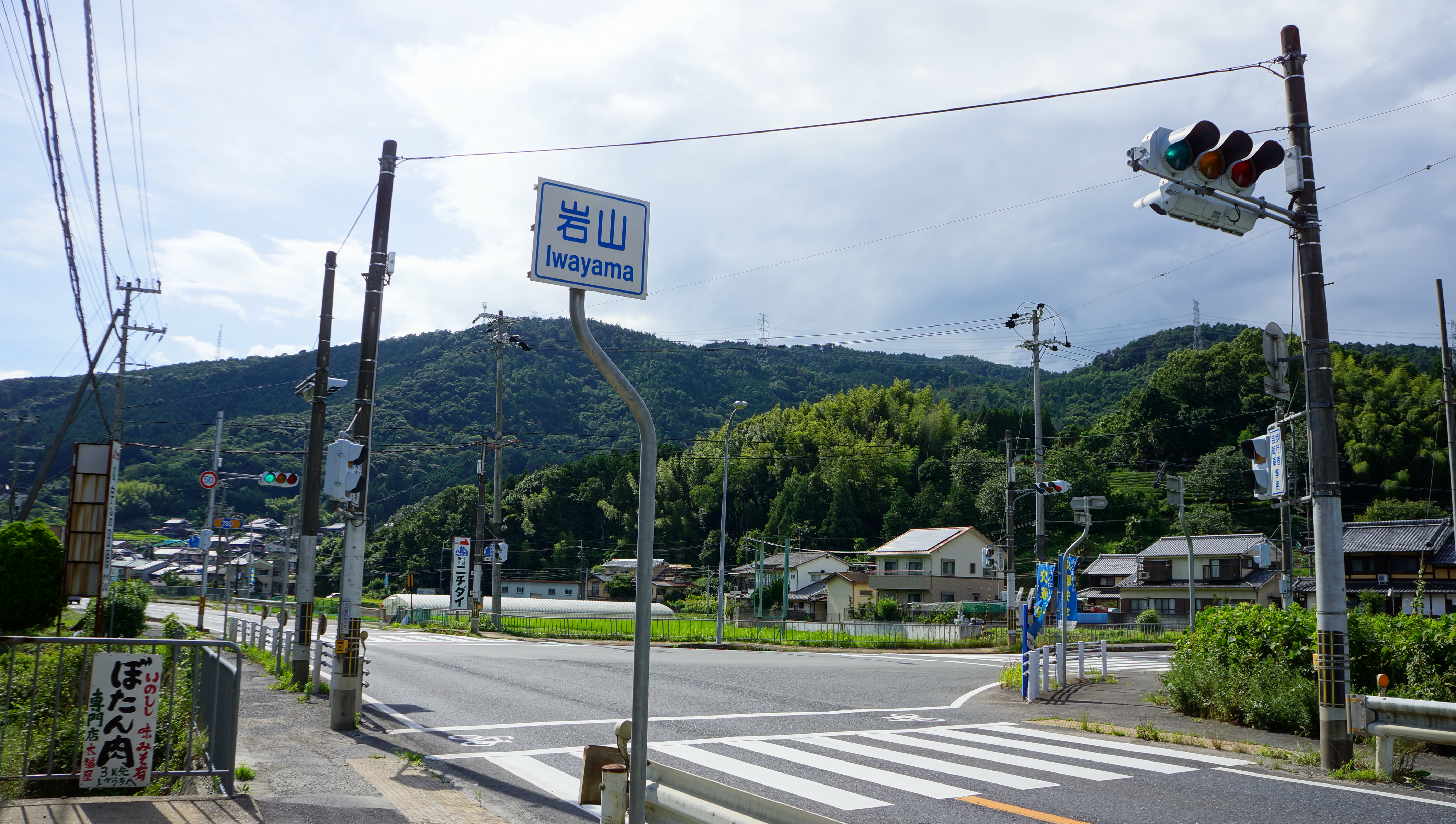
起点の国道307号岩山交差点

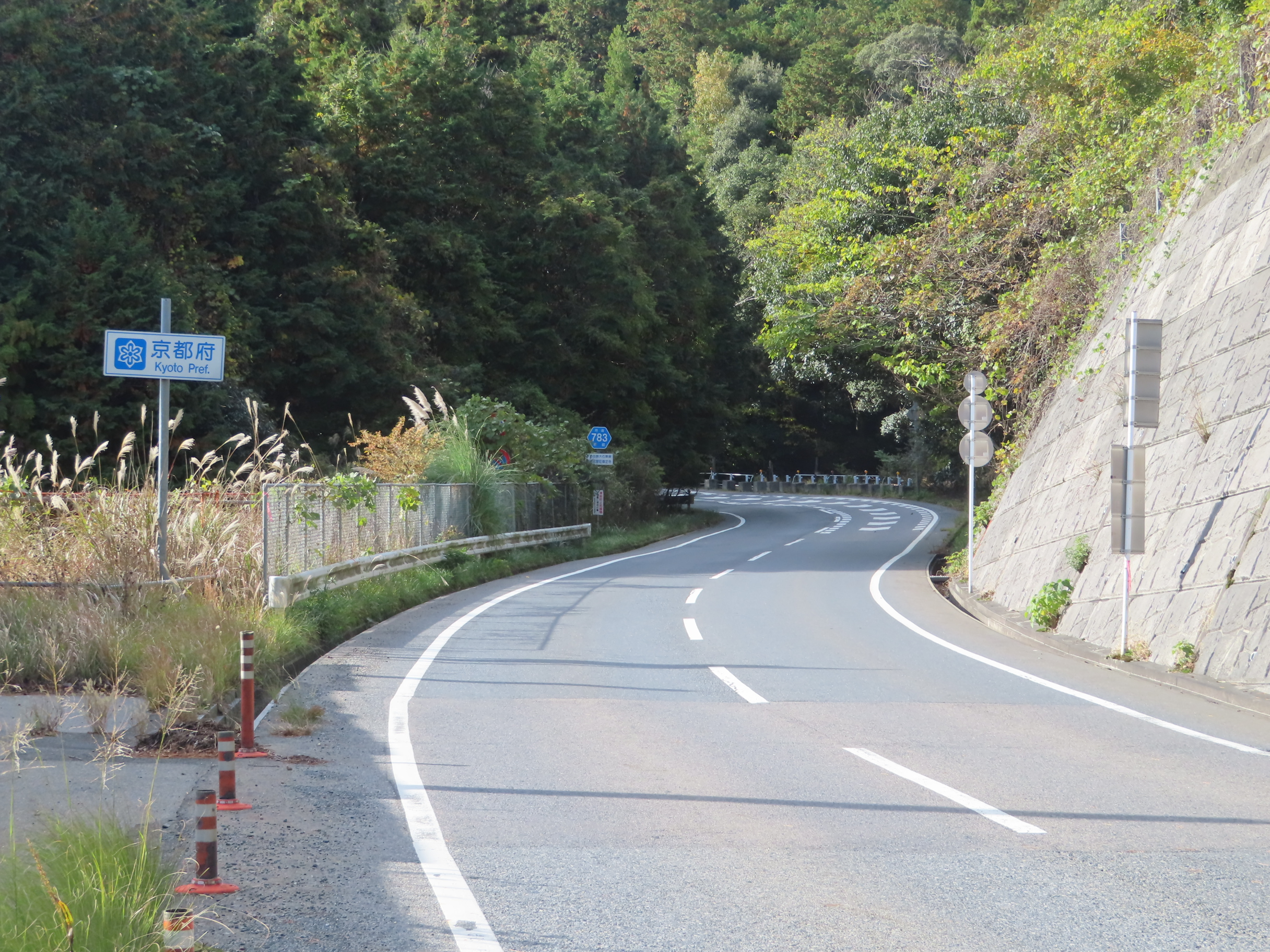
府県境

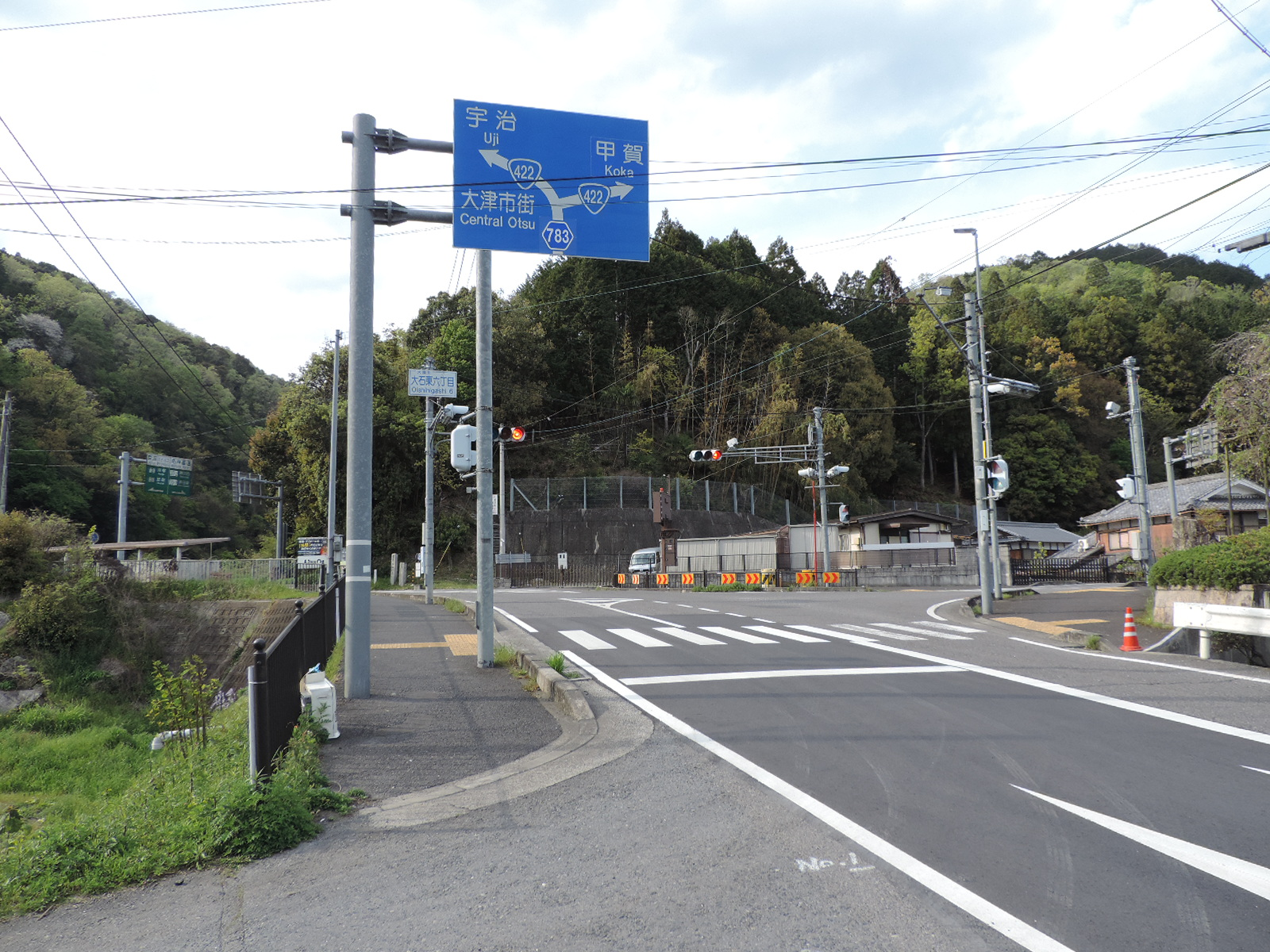
終点の滋賀県道29号瀬田大石東線

### 通過する自治体
- 京都府
  - 綴喜郡宇治田原町
- 滋賀県
  - 大津市

### 交差する道路
| 交差する道路             | 都道府県名 | 市町村名 | 市町村名   | 交差する場所 | 交差する場所              |
| ------------------------ | ---------- | -------- | ---------- | ------------ | ------------------------- |
| 国道307号                | 京都府     | 綴喜郡   | 宇治田原町 | 大字岩山     | 岩山交差点 / 起点         |
| 林道大峰線               | 京都府     | 綴喜郡   | 宇治田原町 | 大字禅定寺   |                           |
| 大津市道幹2028号線       | 滋賀県     | 大津市   | 大津市     | 曽束         |                           |
| 滋賀県道29号瀬田大石東線 | 滋賀県     | 大津市   | 大津市     | 大石東6丁目  | 大石東六丁目交差点 / 終点 |

### 沿線
- 建藤神社
- 禅定寺
- 猿丸神社
- 本安寺
- 叶 匠壽庵
- 大津大石郵便局
- 大津市役所 大石市民センター（大津市役所大石支所）
- 佐久奈度神社
- 大津市立大石小学校